# 瓦特勒洛
瓦特勒洛（法語：Wattrelos，法語發音：[watʁəlo]），法国北部城市，上法兰西大区北部省的一个市镇，隶属于里尔区和里尔欧洲都会区，其市镇面积为13.6平方公里，2022年1月1日时人口数量为40,881人，在法国市镇中排名第186位（2021年）。
瓦特勒洛位于北部省中部，其北侧和东侧与比利时接壤，是里尔的一个卫星城。

## 地名来源
根据当地官方网站的论述，Wattrelos一名最初可能于公元846年或1030年在一份文献中被提及，该名称的来源及含义尚有待考证。

## 历史

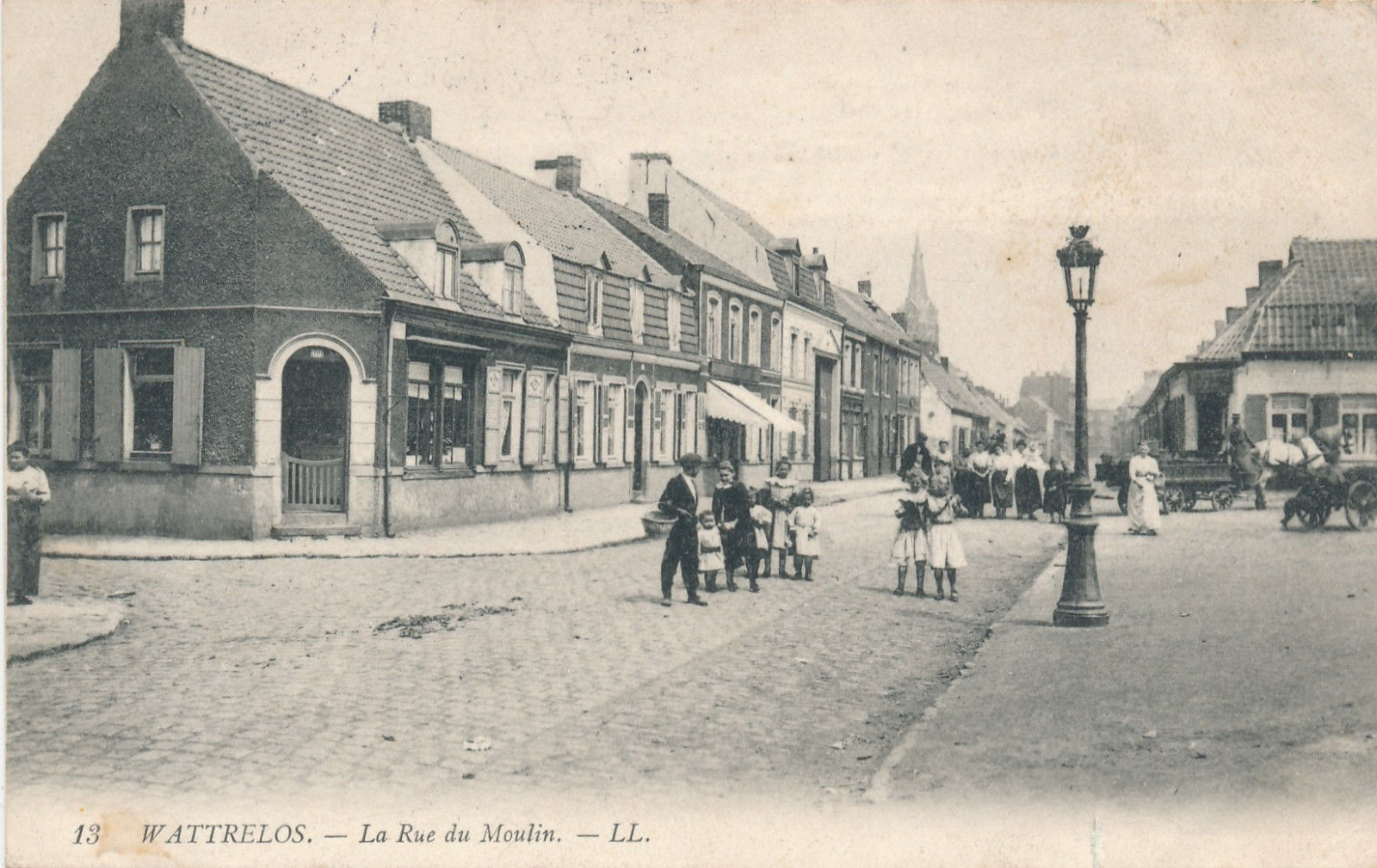
二十世纪初瓦特勒洛的镇中心磨坊街

瓦特勒洛的早期历史尚不清楚。根据当地官方网站的论述，瓦特勒洛境内曾发现高卢-罗马时期的人类活动遗迹。公元七世纪时，当地领主Allowin进驻根特圣伯多禄修道院并被封圣为Saint-Bavon，此后数个世纪的瓦特勒洛领主均为其修道院道士。中世纪中后期，瓦特勒洛附近地区得到农业开发利用，部分区域甚至出现了葡萄酒种植园。1566年，瓦特勒洛发生针对新教徒的屠杀事件。十八世纪时，在安·罗伯特·雅克·杜阁的支持下，瓦特勒洛地区开始出现纺织手工业。法国大革命后，瓦特勒洛成为北部省的一个市镇。奥地利军队于1794年在瓦特勒洛附近与法军发生图尔宽战役但未能成功。十九世纪中期，瓦特勒洛境内出现Leclercq-Dupire纺织厂，此后随着工业革命的推进及里尔的城市扩张，瓦特勒洛人口数量逐年增加，当地形成大型工人社区。二十世纪70年代后，受经济危机影响，当地纺织工厂关闭，部分区域被改建成为联合生态街区的一部分。2010年，瓦特勒洛地区的历史爱好者创建“棉纺老友联盟”（Association des Amis de la Lainière et du textile）。

## 地理

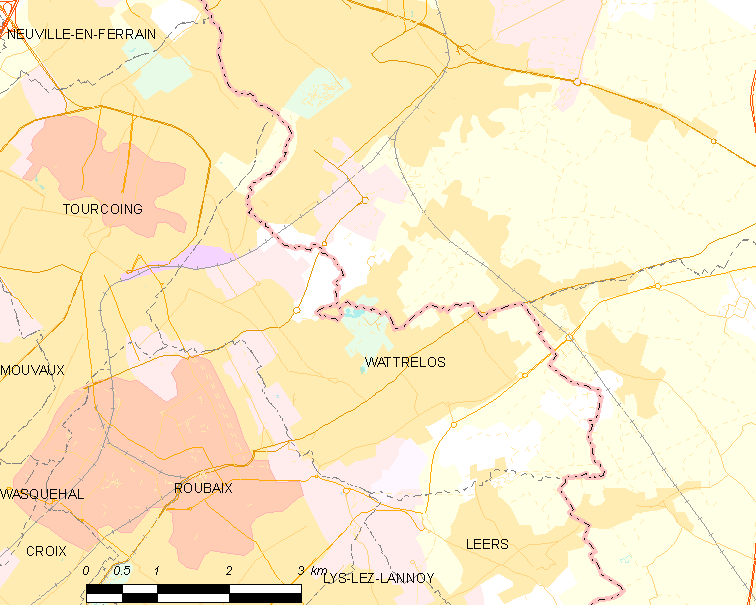
瓦特勒洛市镇范围地图

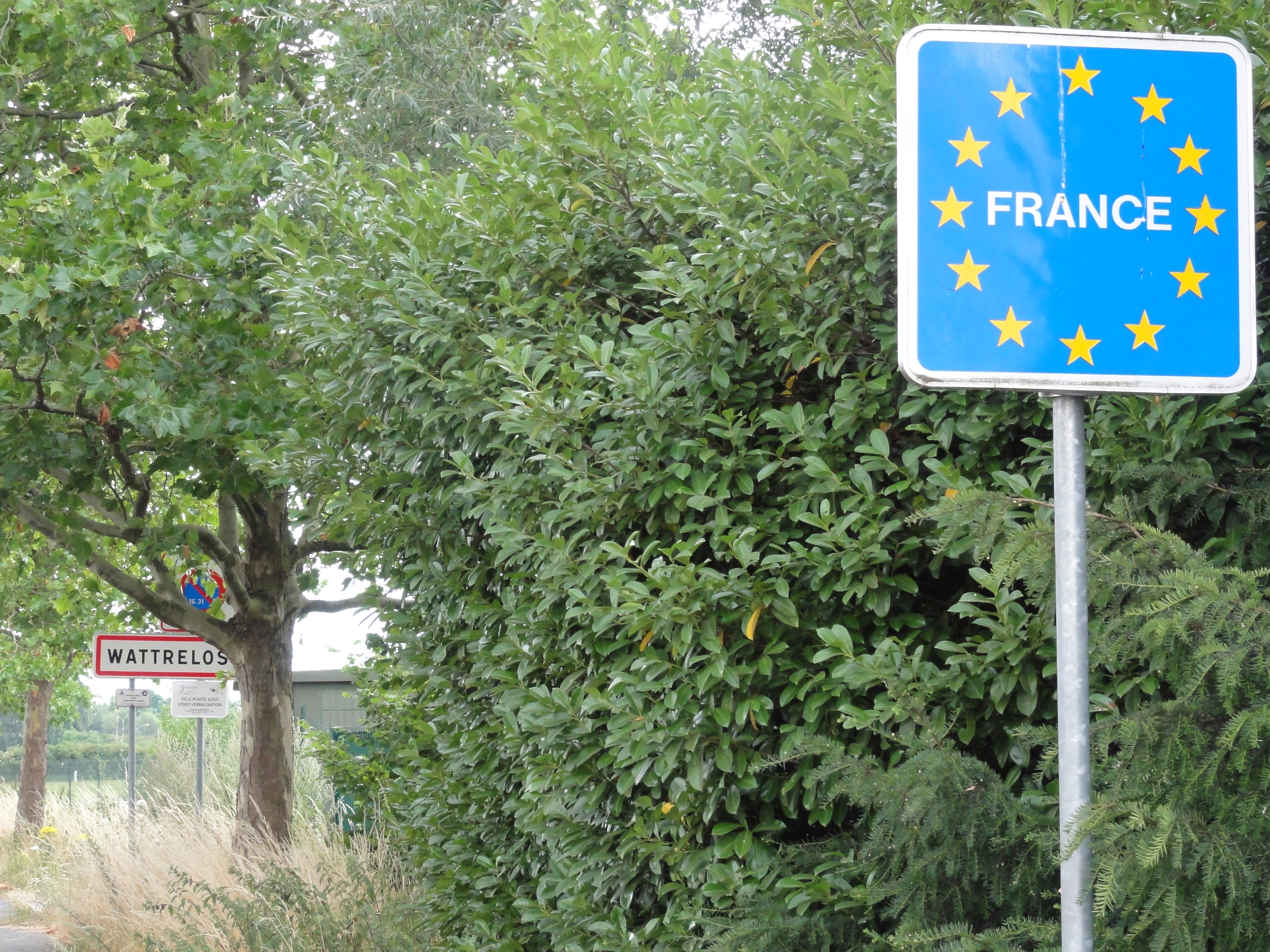
瓦特勒洛边境路牌

瓦特勒洛位于法国北部，上法兰西大区北部和北部省中部，距离省会里尔大约15公里。与瓦特勒洛接壤的法国市镇包括鲁贝、图尔宽和莱尔斯。

### 地形
瓦特勒洛位于北部-加来海峡平原，费兰地区东部，境内以平原为主，市镇中心地势较为平坦，全境海拔在16到42米之间。

### 水文
埃斯皮埃尔河及人工开凿的鲁贝运河从瓦特勒洛市镇南界通过，安德烈·韦布吕格湖（Étang André Verbrugghe）位于市区北部，其附近被开辟为城市绿地公园。

### 植被
瓦特勒洛属于温带阔叶混交林区，林地散落分布于市镇范围内的多个区域，安德烈·韦布吕格湖附近的狮子公园（Parc du Lion）是当地的一处城市绿地。
在鲜花城市的评比中，瓦特勒洛被评为2星级鲜花城市。

### 气候
瓦特勒洛在柯本气候分类法中属于温带海洋性气候（Cfb）。

## 行政区划
瓦特勒洛的市镇编号为59650，邮政编号为59150。
在行政管理方面，瓦特勒洛隶属于法国上法兰西大区北部省里尔区；在地方选举方面，瓦特勒洛隶属于鲁贝第二县，其市镇范围全境被划入北部省第八选区；在社会管理方面，瓦特勒洛是里尔欧洲都会区的组成部分。
截至2024年12月，瓦特勒洛市镇范围内的博略中部地带（Centralité de Beaulieu）、埃皮代姆-维拉-库托（Epidéme-Villas-Couteaux）和北瓦特勒洛（Wattrelos Nord）三个街区为城市政策优先街区。
法国国家统计与经济研究所（简称“INSEE”）在进行数据统计时，将瓦特勒洛及相邻的另外59个市镇设为里尔城市核心区，并将包括核心区在内的周边共125个市镇划为里尔城市区。自2020年起，里尔城市区被包含201个市镇的里尔城市辐射区代替。此外，INSEE还将瓦特勒洛市镇分为了19个“块区”（IRIS），以便于统计人口分布情况。

## 交通

### 公路
北部省省道D91线、D391线和里尔都会区道路M660线、M700线、M765线、M791线在瓦特勒洛境内交汇。瓦特勒洛境内的大部分街道已完成城市化改造，佩有照明、排水、人行道等设施。
2021年，77.5%的瓦特勒洛家庭拥有至少一辆私人汽车。2023年，瓦特勒洛境内共发生各类交通事故9起，造成1人遇难，17人受伤，其中2人重伤。
| 7 | 9.5 |

| 里尔 | 16 |

| 图尔宽 | 6 |

| 鲁贝 | 4 |

### 铁路

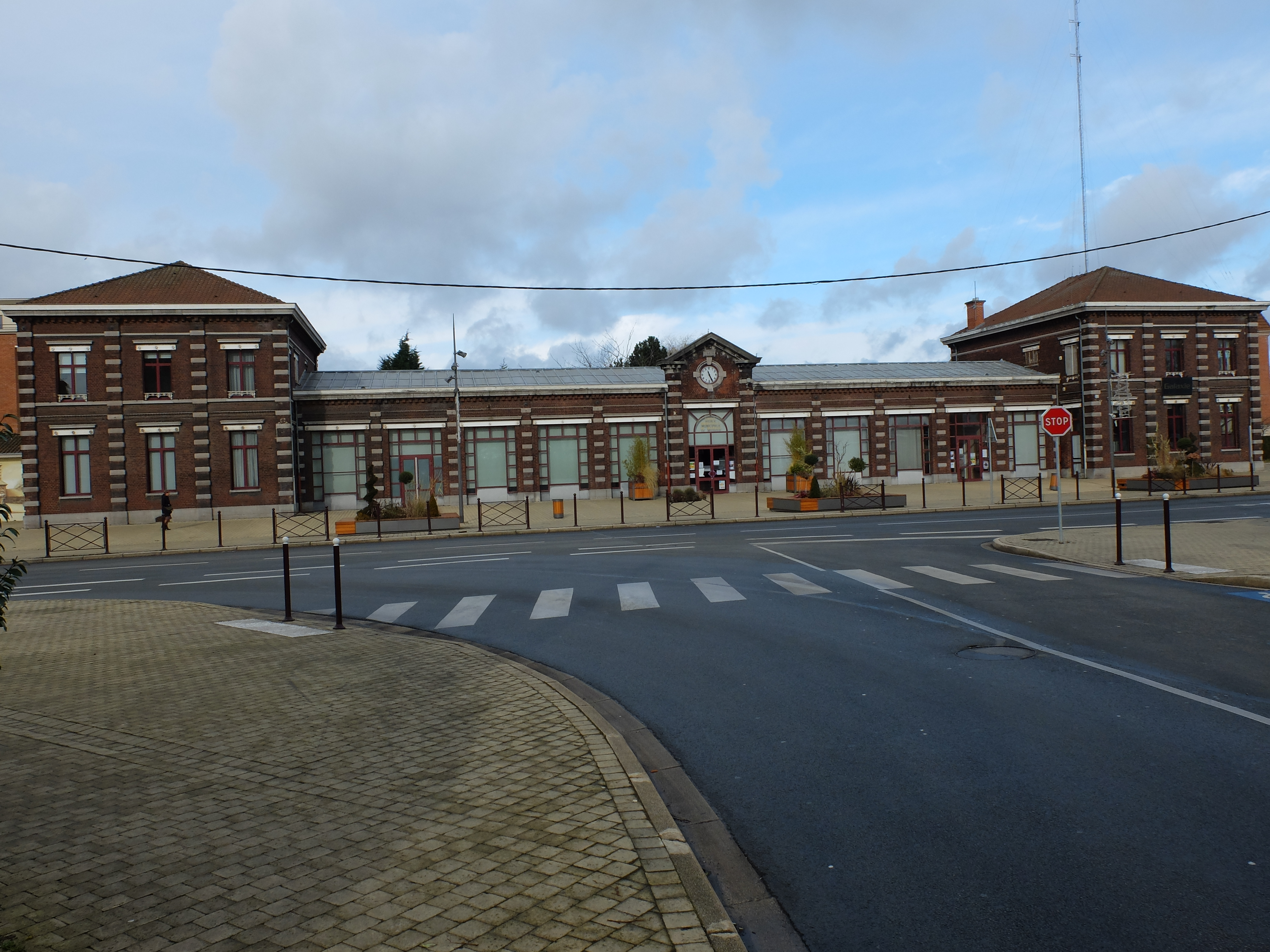
已废弃的原瓦特勒洛火车站

瓦特勒洛位于鲁贝—瓦特勒洛铁路上，该铁路已废弃；另有里尔—穆斯克龙铁路经过瓦特勒洛市镇最北端但未设置站点。
距离瓦特勒洛最近的运营中的客运铁路车站为4公里外的鲁贝站，该站停靠往返于里尔和安特卫普一线的区域列车，以及少量直通巴黎的高速列车。

### 航空
瓦特勒洛距离里尔机场的公路里程大约24公里。

### 城市公共交通
瓦特勒洛是里尔都会公共交通（商业名称为“ilevia”）是当地的城市公共交通系统。截至2024年12月，该系统共包括2条地铁、两条有轨电车和70余条各类公交线路，其中公交L3线、L8线、17路、35路、Z6线、MWR线和CIT5线经过了瓦特勒洛市区。

## 政治

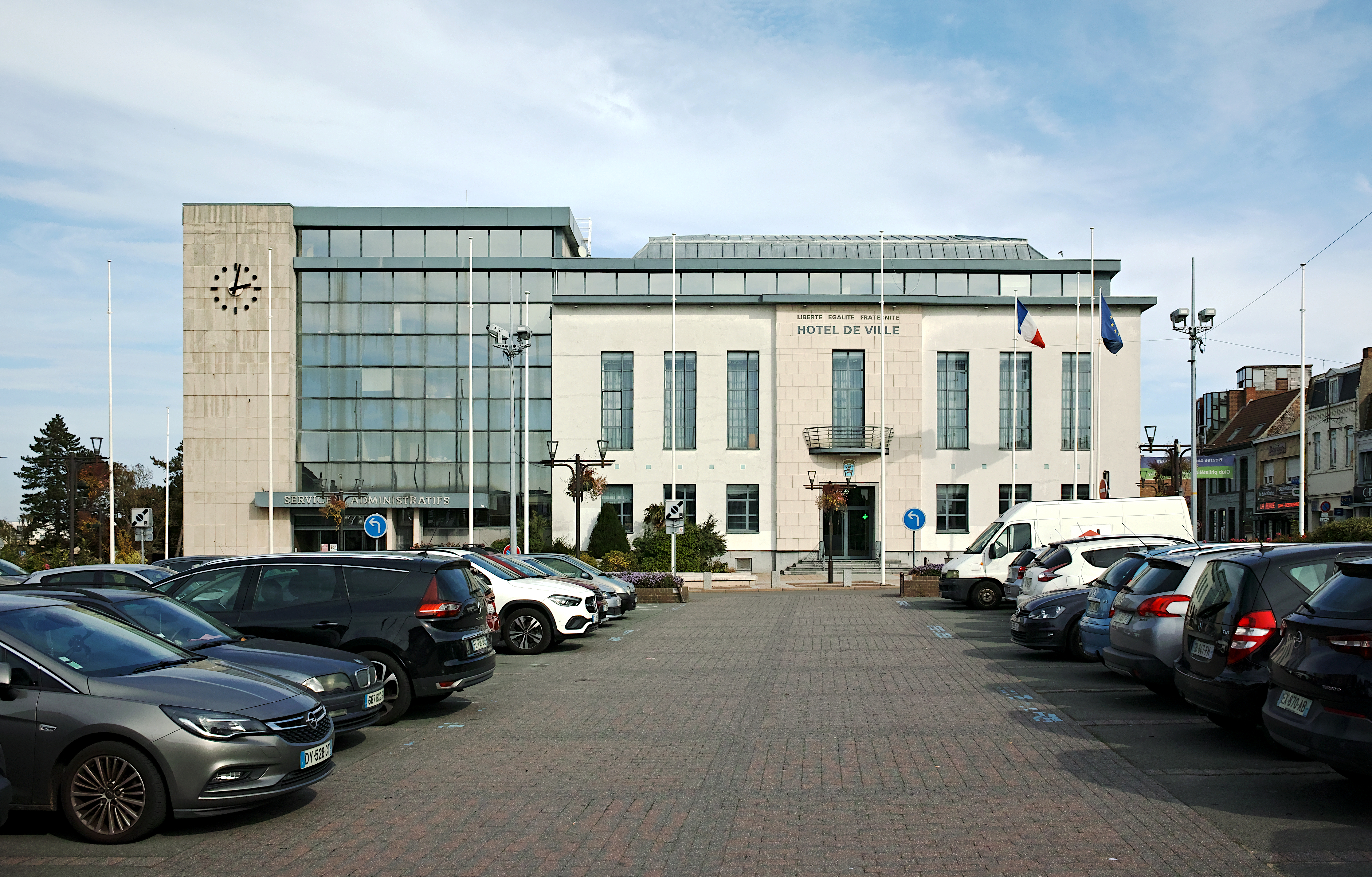
瓦特勒洛市政厅

瓦特勒洛的现任市长为多米尼克·巴尔，他是复兴党的一名成员，在2020年的市政选举中获得了51.62%的支持率。
在2022年的法国总统大选的第二轮选举中，法国极右翼政党国民阵线主席玛丽娜·勒庞在瓦特勒洛获得了52.75%的支持率。

## 人口
2021年，瓦特勒洛市镇人口数量为40,836，在法国排名第186位。其中男性19,236人，女性21,600人，75岁及以上人口占6.6%，外籍人口数量为2,766人，人口密度为3,038人/平方公里，当地居民被称为（男性）或（女性）。2022年，瓦特勒洛境内出生478人，死亡人口365人。
| 瓦特勒洛1901年－2021年人口变化情况 |
|                                    |
| 数据来源：Cassini、INSEE           |

## 经济
截至2024年12月，瓦特勒洛市镇范围内共有各类用人单位（包含自雇）3,346家，平均历史为13年，其中99.38%为中小型企业（PME），2024年10月至12月间，当地的经济活力指数为0。（地毯）、（金属）及（服装销售）是当地2022年已公布营业额最高的三个企业，分别为247,737,438欧元、56,386,228欧元和16,870,819欧元。

## 财政与居民收入
2023年，瓦特勒洛的财政收入总额为56,786,490欧元，财政支出总额为54,221,190欧元，当年的债务总额为54,953,460欧元。2023年，瓦特勒洛市镇通过增值税获得458,500欧元的收入，此外当地还共获得了858,030欧元的国家直接财政补助。
| 瓦特勒洛居民收入情况                             | 瓦特勒洛居民收入情况 | 瓦特勒洛居民收入情况  | 瓦特勒洛居民收入情况 |
| 内容                                             | 瓦特勒洛             | 法国                  | 统计年份             |
| ------------------------------------------------ | -------------------- | --------------------- | -------------------- |
| 征税家庭总数                                     | 16,213               | 1,081（法国市镇平均） | 2022年               |
| 居民平均月收入                                   | 2,072欧元            | 2,435欧元             | 2022年               |
| 高级职员人均月收入                               | 3,393欧元            | 4,331欧元             | 2021年               |
| 中级职员人均月收入                               | 2,303欧元            | 2,470欧元             | 2021年               |
| 普通职员人均月收入                               | 1,774欧元            | 1,801欧元             | 2021年               |
| 贫困率                                           | 22%                  | 14.5%                 | 2020年               |
| 青壮年（15至64岁）失业率                         | 17.1%                | 7.4%                  | 2020年               |
| 征税家庭数量占比                                 | 32.6%                | 45.5%                 | 2020年               |
| 家庭年均纳税                                     | 1,783欧元            | 4,393欧元             | 2022年               |
| 资料来源：INSEE、L'Internaute、Le Journal du Net |                      |                       |                      |

## 社会事务

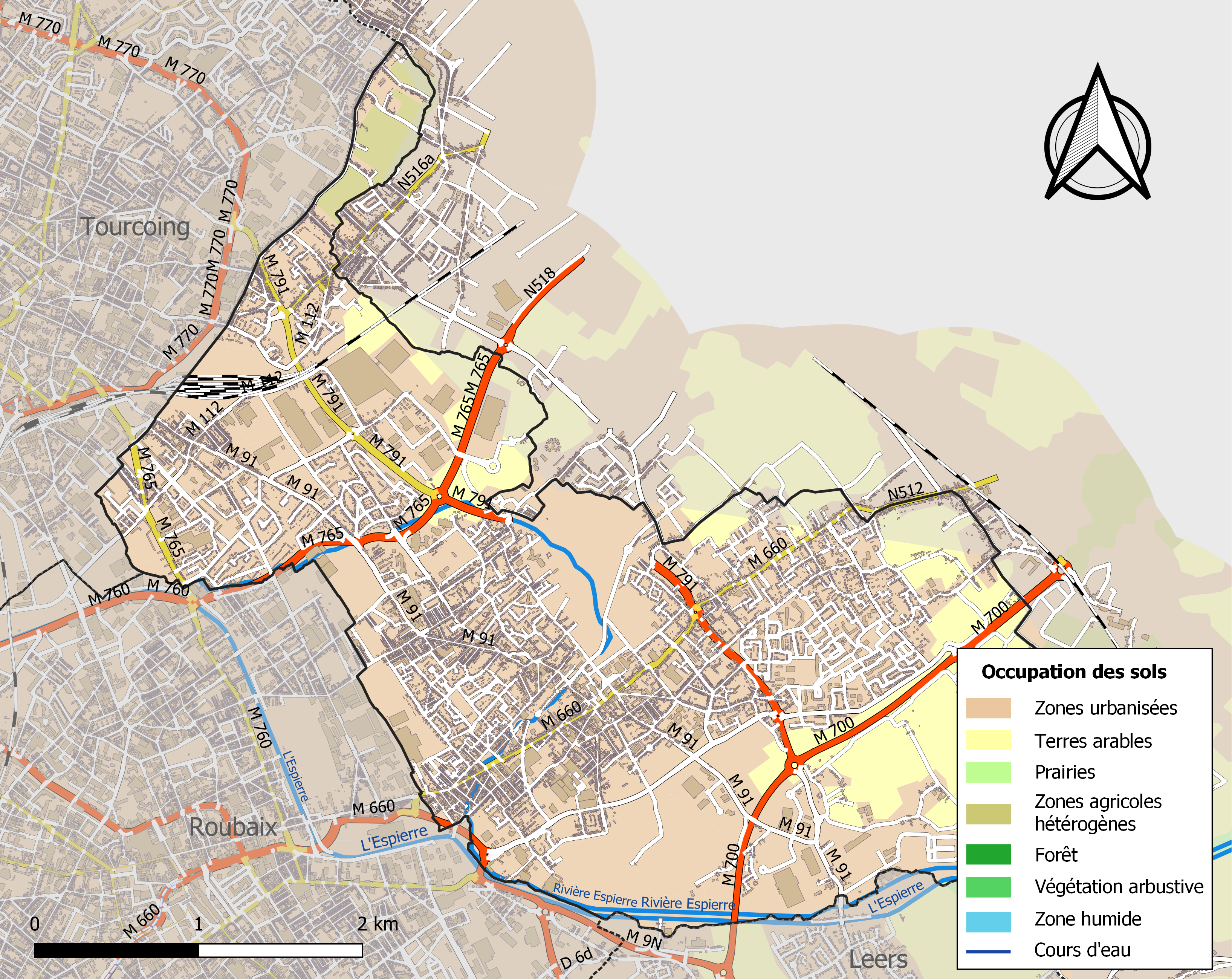
瓦特勒洛土地利用情况地图

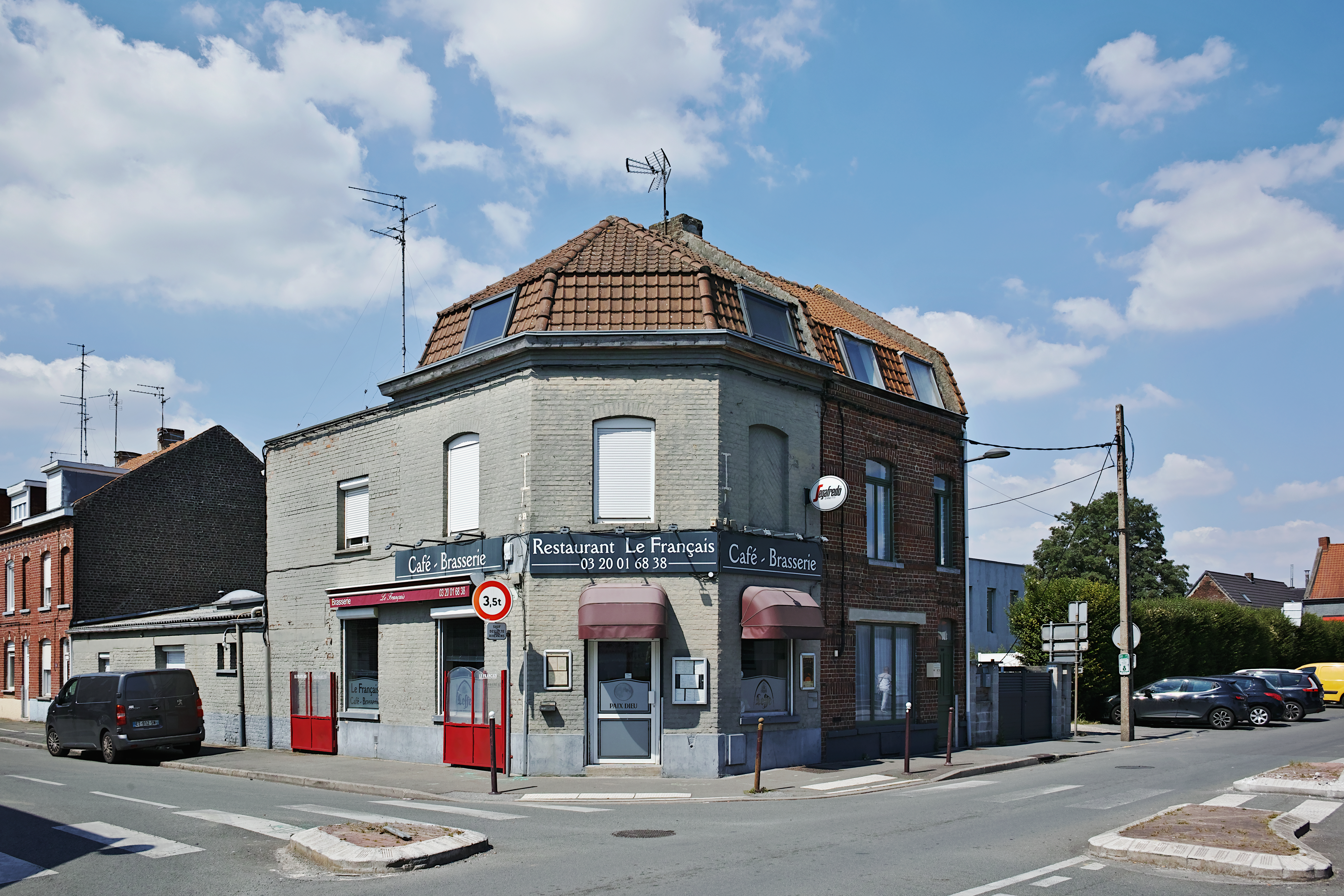
瓦特勒洛镇中心的蒙塔勒街口

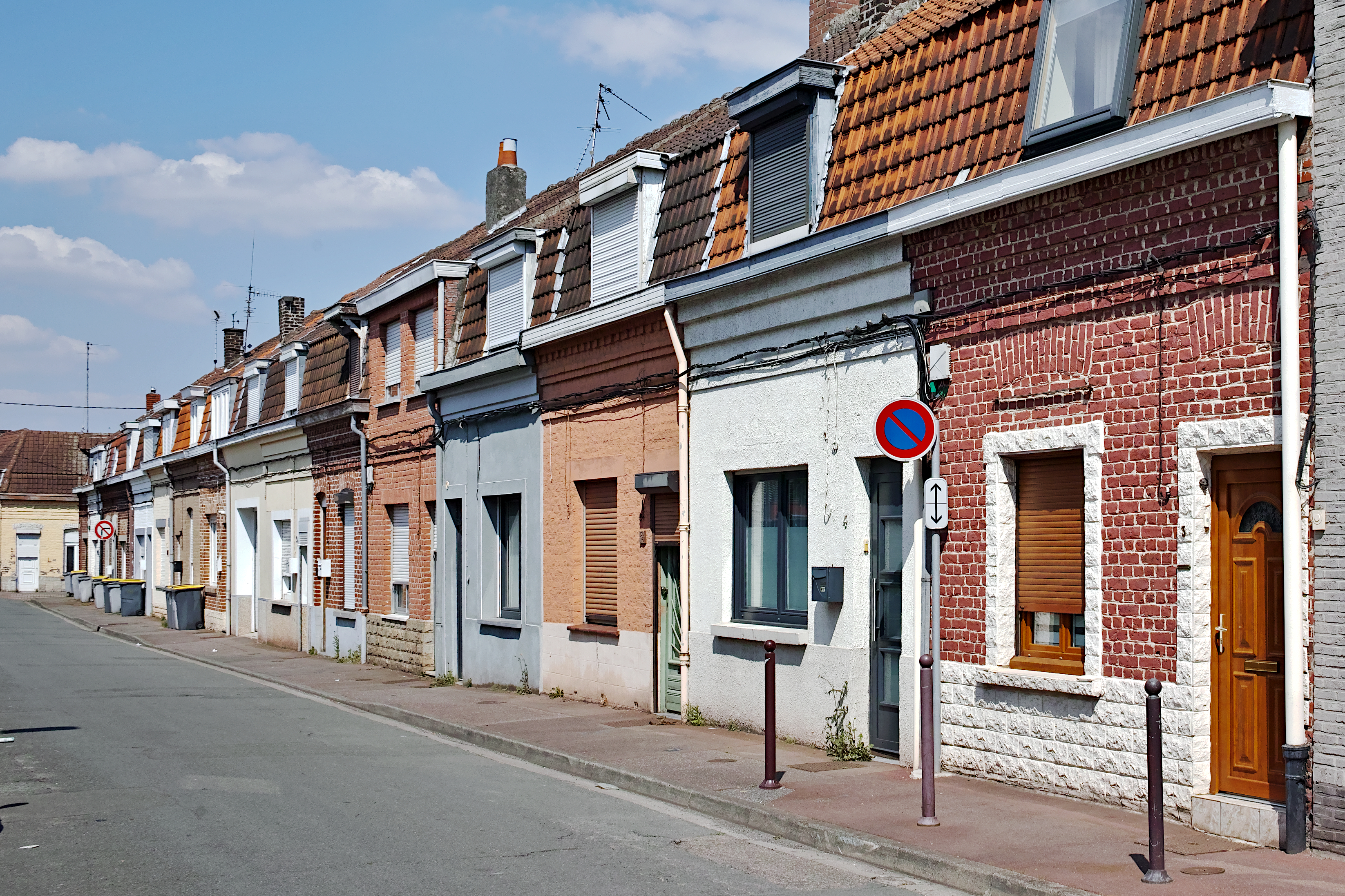
传统民居

### 教育
瓦特勒洛属于里尔学区。截至2023年1月1日，瓦特勒洛境内共有7所幼儿园、16所小学、4所初级中学、1所普通高中和1所职业高中。2022至2023学年度，瓦特勒洛境内共有在校中等教育阶段学生3,327名。

### 医疗
截至2023年1月1日，瓦特勒洛境内共有全科医生35名、保健师47名、牙医12名、护士55名、皮肤科医生2名、助产士3名、药房14家、养老院5家、残疾人帮扶中心1家。
瓦特勒洛中心医院（Centre Hospitalier de Wattrelos）是法国的一个区域性医疗机构，位于瓦特勒洛市区南侧，该院设有床位77个。此外瓦特勒洛距离里尔大学中心医院的正常车程大约半小时。

### 住房
2021年，瓦特勒洛境内共有各类住房17,566套，其中71.9%为独立式住宅，26.4%为集中式住宅。常住房屋占瓦特勒洛市镇范围内居民建筑总量的96.4%。
在住房保障政策方面，2023年，瓦特勒洛境内共有9,715户家庭获得了家庭津贴补助，受益人数占总人口数量的23.8%，其中4,075份为房租补助。

### 商业
2021年，瓦特勒洛境内共有各类实体商铺623家，其中餐厅87家、大型超市8家、杂货店9家、面包房15家、肉铺12家、书店1家、装饰品店1家、银行门店10家、美容美发店59家、汽车维修店39家。瓦特勒洛镇中心建有一家E.Leclerc超市。

### 体育
2023年，瓦特勒洛境内共有9间体育馆、1座综合体育场、1处网球场、1处马术场、6处足球或橄榄球场以及8处篮球或排球场。
截至2024年12月，瓦特勒洛境内共有三家注册足球俱乐部。瓦特勒洛足球俱乐部（Wattrelos Football Club，编号541830）是当地的代表性足球队，其主队2024至2025赛季参加北部省足球联赛甲组（法国第九级别），其主场为勒克雷蒂尼耶球场（Stade du Crétinier）。

### 环境
瓦特勒洛的环境事务由其所属的里尔欧洲都会区联合各级政府协调负责。2021年，瓦特勒洛境内共有3家污染企业。

### 治安
2021年，瓦特勒洛市镇范围内共有2处派出所。
2023年，瓦特勒洛市镇范围内累计记录各类案件2,240起，其中盗窃类案件995起，人身侵犯类案件651起，毒品交易类案件67起。

## 文化

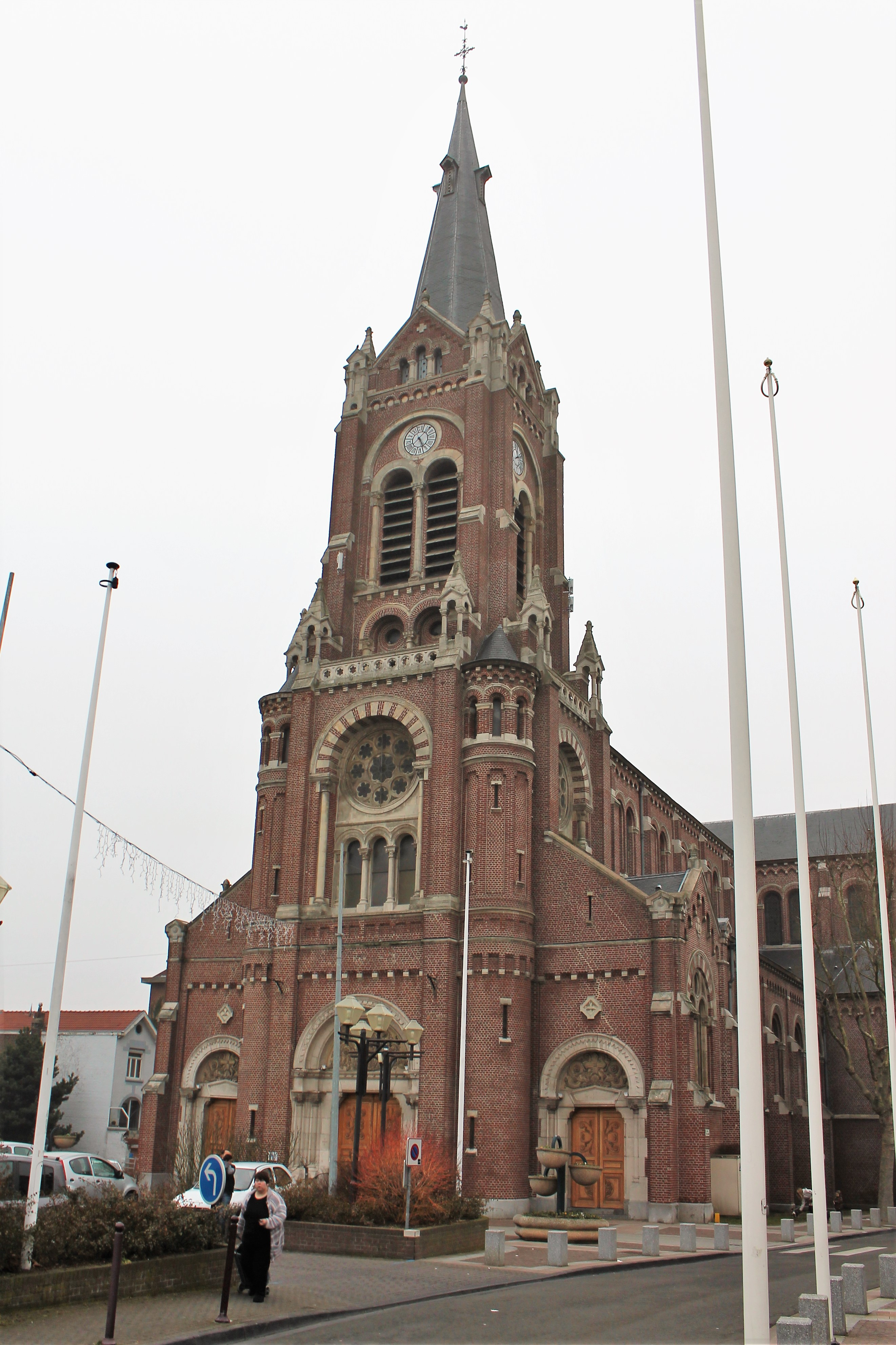
圣马克卢教堂

2023年，瓦特勒洛境内有1家音乐厅。瓦特勒洛境内建有市中心多媒体图书馆（Bibliothèque multimédia du centre-ville），每周二至六向公众开放；此外还有两处街区图书馆供当地居民就近前往。

### 建筑
瓦特勒洛境内有多处历史建筑，其中耶稣之子圣泰蕾兹教堂为法国国家文物保护单位，圣马克卢教堂、圣热拉尔教堂等亦是当地的地标性建筑物。

### 旅游
瓦特勒洛的旅游事务由其所属的里尔欧洲都会区联合各级政府协调负责。2024年，瓦特勒洛境内暂无任何游客接待设施。

### 媒体
法国主要的媒体均可在瓦特勒洛接收，法国电视三台下属的上法兰西大区频道在部分时段播出瓦特勒洛所在北部省的地方新闻。《北部之声》、《自由周刊》、蓝色法兰西北部广播、BFM大里尔电视台等是当地主要的地方性媒体。

## 相关人物
比利时自行车运动员埃克托尔·蒂贝尔吉安、约瑟夫·旺达勒和法国足球运动员加斯东·普洛维、雅克·博埃、米歇尔·瓦托出生于瓦特勒洛。

## 友好城市
截至2024年12月，瓦特勒洛共与六座城市建立了友好城市关系：
- 德国 埃施韦勒
- 德国 克滕
- 葡萄牙 瓜达
- 羅馬尼亞 索爾卡
- 匈牙利 莫哈奇
- 波蘭 希隆斯克地區謝米亞諾維采